# Доблесть
До́блесть — поняття моральної свідомості й категорія етики, що розуміє вищу душевну мужність, стійкість, шляхетність; високу властивість душі, вищу чесноту, великодушність, самопожертву тощо. Доблесть — це свідома готовність долати будь-які перепони на шляху досягнення якої-небудь високої мети, не втрачаючи гідності та честі.

## Чесноти— синоніми доблесті
- Честь
- Чесність
- Героїзм
- Благочестя
- Хоробрість
- Відвага
- Мужність